# Уравнение Антуана
Уравнение Антуана — термодинамическое уравнение, показывающее зависимость давление насыщенного пара P вещества от температуры T. Является производным от уравнения Клапейрона — Клаузиуса.
Данное уравнение предложено в 1888 г. французским инженером Луи Шарлем Антуаном и имеет следующий вид:
{\displaystyle {\mathsf {\log _{10}p=A-{\frac {B}{T+C}}}}}
где A, B, C — константы, характерные для каждого конкретного вещества и получаемые только экспериментальным путём.
Это простое уравнение применяется для достаточно точного описания температурной зависимости давлений паров в диапазоне нескольких десятков градусов при давлениях ниже критических (10 — 1500 мм рт. ст.). Константы уравнения Антуана для большого числа индивидуальных веществ приводятся в различных справочниках.

## Примеры использования
|        | A       | B       | C       | T мин. (°C) | T макс. (°C) |
| ------ | ------- | ------- | ------- | ----------- | ------------ |
| Вода   | 8.07131 | 1730.63 | 233.426 | 1           | 100          |
| Вода   | 8.14019 | 1810.94 | 244.485 | 99          | 374          |
| Этанол | 8.20417 | 1642.89 | 230.300 | −57         | 80           |
| Этанол | 7.68117 | 1332.04 | 199.200 | 77          | 243          |